# Frans Larsén

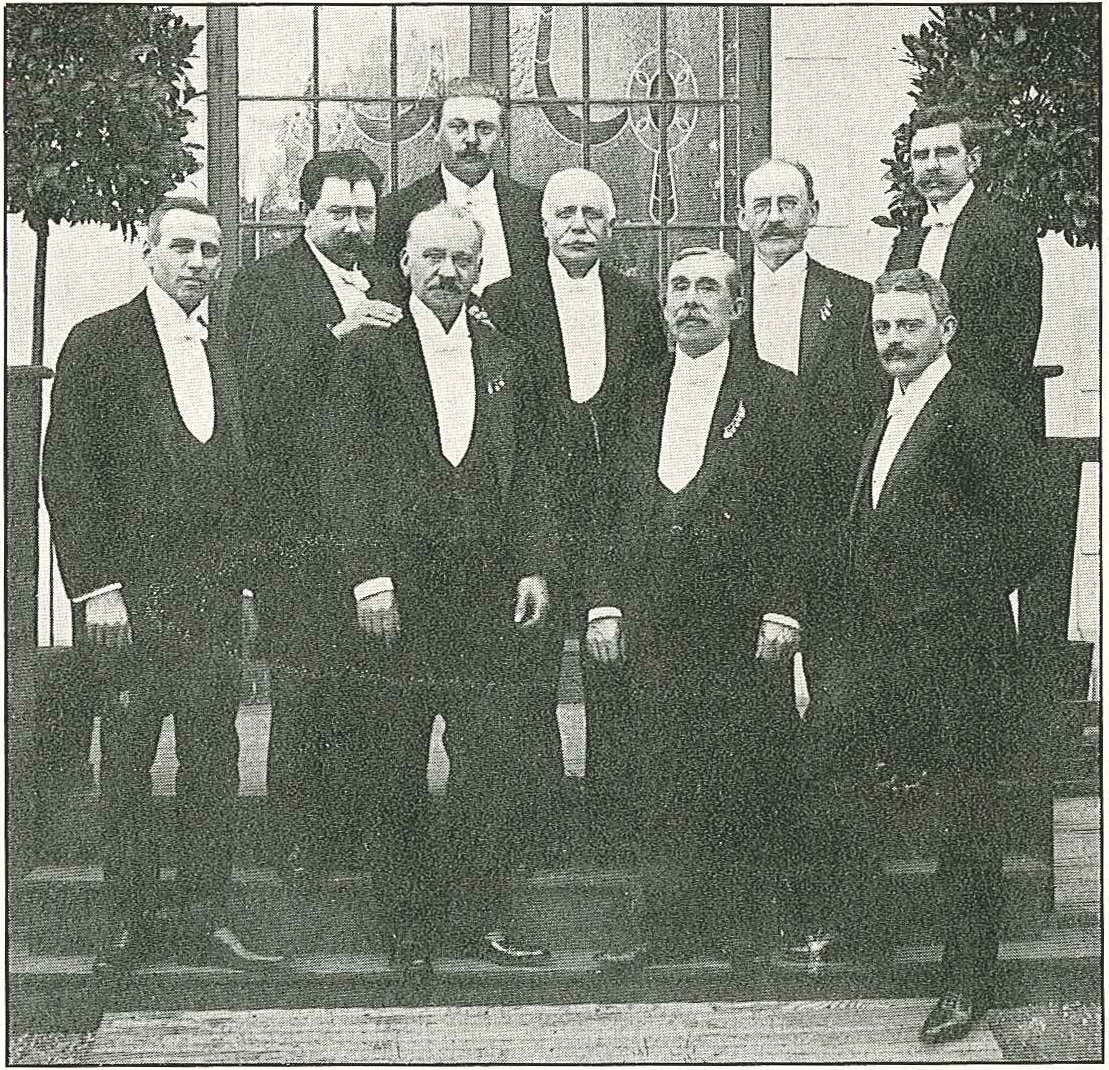
Frans Larsén står som andre man från vänster i bakre raden på denna gruppbild från kammarmusikfestivalen i Ystad 1910. För uppgift om övriga personer på bilden, se Salomon Smiths Kammarmusikförening.

Frans Julius Larsén, född 20 november 1880 i Hagby församling, Kalmar län, död 19 januari 1945 i Oscars församling, Stockholm, var en svensk musiker och hovkapellist, son till den från Danmark invandrade snickaren Johan V. Larsén (tidigare Larsen)  och Maria Charlotta Söderman.

## Biografi
Larsén var kammarmusikus, altviolonist i Kungl. Hovkapellet 1907–1944 och i Aulinska kvartetten. Han var lärare i pianostämning vid Stockholms musikkonservatorium och Musikhögskolan från 1918 och Kungl. Musikaliska Akademiens instrumentvårdare. Larsén invaldes som associé i Kungl. Musikaliska akademien 1937.
Han var bror till hovsångerskan Nanny Larsén-Todsen. En systersondotter var konstnärinnan Ann-Mari Larsén. Frans Larsén är gravsatt på Norra begravningsplatsen utanför Stockholm.